# رتبه اعتماد
رتبه اعتماد (به انگلیسی: TrustRank)، یک فن فراکافتی پیوند می‌باشد که در مقاله «مبارزه با هرزآگهی وب» توسط دو پژوهشگر به نام‌های زولتان جونگی و هکتور گارسیا مولینا از دانشگاه استنفورد و ایان پدشن از یاهو شرح داده شد. این روش برای تفکیک نیمه خودکار صفحات کارآمد وب از هرزآگهی‌ها استفاده شده است.
بسیاری از صفحات هرزآگهی فقط با هدف گمراه کردن موتورهای جستجو ساخته شده‌اند. این صفحات، که به طور کلی برای اهداف تجاری ساخته شده، روش‌های گوناگونی را برای بدست آوردن رتبه‌های بیشتر از حد صلاحیت شان روی صفحات نتایج موتور جستجو استفاده می‌کنند. در حالی که حرفه ای‌ها به راحتی می‌توانند هرزآگهی‌ها را شناسایی کنند اما یک بررسی دستی برای اینترنت قابل اجرا نیست.
یک روش فراگیر و شناخته شده برای بهبود رتبه‌ها، افزایش رتبه دریافتی یک سند از راه الگوهای پیچیده پیونددهی ست. الگوریتم رتبه صفحه گوگل و دیگر الگوریتم‌های رتبه دهی جستجو برای رسیدگی به چنین مواردی ساخته شده‌اند.
رتبه اعتماد، برای مبارزه با اسپم (هرزآگهی) جستجو کرده و براساس میزان اعتبار و اطمینان فیلتر می‌کند. این روش برای انتخاب کردن یک مجموعه کوچک از صفحات دانه پاشی شده از راه ارزیابی توسط یک حرفه‌ای، فراخوانی می‌کند. زمانی که صفحات مشهور به صورت دستی شناسایی شدند، یک خزنده از این مجموعه از دانه‌های منتخب بیرون خزیده و در پی صفحات مشابه و قابل اعتماد دیگر روی وب کندوکاو می‌کند. با بیشتر شدن فاصله بین اسناد و مجموعه دانه‌ها، اعتماد «رتبه اعتماد» نیز کم‌تر می‌شود.
همچنین این منطق به صورت معکوس نیز کار می‌کند. به آن می‌گویند رتبه ضد اعتماد یا اَنتی تراست رنک. یک سایت نزدیکتر به منابع هرزآگهی، بدان معناست که احتمال هرزآگهی بودن آن نیز بیشتر است.
پروهشگرانی که متدالاجی یا روش‌شناسی رتبه اعتماد را ارائه کردند، به پالودن و خالص تر نمودن کارشان بواسطه ارزیابی موضوعات مرتبط همچون اندازه‌گیری انبوه هرزآگهی نیز ادامه دادند.